# Carex popovii
Carex popovii är en halvgräsart som beskrevs av V.I. Kreczetowicz. Carex popovii ingår i släktet starrar, och familjen halvgräs. Inga underarter finns listade i Catalogue of Life.